# Кошелёво (Вачский район)
Кошелёво — село в Вачском районе Нижегородской области. Входит в состав Филинского сельсовета.

## История
По писцовым книгам 1628—1630 годов деревня Кошелево значилась во владении боярина Михаила Борисовича Шеина и имела 4 двора крестьянских, 2 бобыльских 17 пустых. В окладных книгах Рязанской епархии за 1676 год в селе Кошелево показана церковь Архангела Михаила. Данная деревянная церковь существовала до 1896 года. Каменный храм освящен 1854 году. Престолов в храме было два: главный во имя Архистратига Божия Михаила, в пределе теплом в честь святых бессребренников Косьмы и Димиана. В 1896 году приход состоял из села Кошелева и деревень Балова Сколкова, в которых по клировым ведомостям числилось 209 дворов, 652 души мужского пола и 743 женского. В селе с 1891 имелась земская народная школа, в которой было 50 учащихся. По рассказам старожилов села Кошкина в 1956-1957 годах церковь разобрали и из этого кирпича колхоз построил свинарник. Во время сильного урагана была снесена верхняя часть колокольни.
В конце XIX — начале XX века село входило в состав Клинской волости Муромского уезда Владимирской губернии. В 1859 году в селе числилось 45 дворов, в 1905 году — 103 двора.
С 1929 года село являлось центром Кошелевского сельсовета Вачского района Горьковского края, позднее в составе Клинского сельсовета. С 2009 года село в составе Филинского сельсовета.

## Население
| 1859 | [ 7 ] | 1905 |
| ---- | ----- | ---- |
| 450  | 517   | 521  |

| 1859 | 1897 | 1905 | 1926 | 1999 | 2002 | 2010 |
| ---- | ---- | ---- | ---- | ---- | ---- | ---- |
| 450  | ↗517 | ↗521 | ↗624 | ↘43  | ↘30  | ↗32  |

## Достопримечательности
В селе имеется колокольня разрушенной Церкви Михаила Архангела (1854)

## Известные уроженцы
- Назаров, Иван Николаевич — действительный член Академии наук СССР, химик (1906—1958),Родился в с. Кошелеве Новосельской волости Муромского уезда. Окончил Арефинское высшее начальное училище, затем получил среднее образование. В 1931 г. окончил Московскую сельскохозяйственную академию. Дважды лауреат Государственной премии. Исследования посвящены химии ацетилена, открыл «Промедол» обезболивающее средство